# Щраусчето Олив
„Щраусчето Олив“ (на английски: Olive the Ostrich) е британски късометражен анимационен сериал, излъчен през 2011 г. Излъчен е по каналите Nick Jr. и PBS Kids.

## В България
В България сериалът започва излъчване по локалната версия на Nickelodeon с нахсинхронен дублаж на български език, записан в студио „Александра Аудио“. В него участва Явор Караиванов.